# Sigma Fornacis
Sigma Fornacis (105 Fornacis) é uma estrela na direção da constelação de Fornax. Possui uma ascensão reta de 03h 46m 27.42s e uma declinação de −29° 20′ 17.4″. Sua magnitude aparente é igual a 5.91. Considerando sua distância de 329 anos-luz em relação à Terra, sua magnitude absoluta é igual a 0.89. Pertence à classe espectral A2V.